# 科西強季尼夫 (希里亞葉韋區)
47°17′2″N 30°16′50″E / 47.28389°N 30.28056°E
康斯坦丁尼夫（烏克蘭語：Костянтинів）是位於烏克蘭西南部的村莊，由敖德萨州贝雷济夫卡区的新卡利切韋市鎮負責管轄。該村始建於1897年，面積0.2平方公里，海拔高度44米，2001年人口35，人口密度每平方公里175人。